# Frédéric V de Souabe
Pour les articles homonymes, voir Frédéric de Hohenstaufen.
Frédéric V, né le 6 juillet 1164 à Pavie et mort le 28 novembre 1170, issu de la maison de Hohenstaufen, fut duc de Souabe de 1167 jusqu'à sa mort.

## Biographie
Frédéric était le plus âgé des fils survivants de l'empereur Frédéric Barberousse et de sa seconde épouse Béatrice, fille du comte Renaud III de Bourgogne. À l`âge tendre de neuf mois, en avril 1165, il est fiancé avec la princesse Aliénor Plantagenêt, fille du roi Henri II d'Angleterre.
Lors de la mort du duc Frédéric IV de Souabe, le cousin de l'empereur, le 19 août 1167 en campagne à Rome, Frédéric V est nommé son successeur. Toutefois, compte tenu de sa faible santé, c'était son frère cadet Henri VI qui est sacré roi des Romains aux côtés de leur père le 15 août 1169 à Aix-la-Chapelle.
Après sa mort précoce, Frédéric fut inhumé dans la crypte des Hohenstaufen à l'abbaye de Lorch en Souabe, fondée par son arriére-grand-père le duc Frédéric Ier. Sa fiancée Aliénor se maria avec le roi Alphonse VIII de Castille. Le duché de Souabe passa au troisième fils de l'empereur, Frédéric VI, né Conrad de Hohenstaufen.

## Source
- Anthony Stokvis, Manuel d'histoire, de généalogie et de chronologie de tous les États du globe, depuis les temps les plus reculés jusqu'à nos jours, préf. H. F. Wijnman, éditions Brill Leyde 1890-1893, réédition 1966. Volume III, chapitre VIII et tableau généalogique n° 87 « Généalogie des ducs de Souabe, II: Les Hohenstaufen » p. 219.